# Почётный авиастроитель
Почётный авиастроитель — награда России и СССР — почётное звание, присваиваемое работникам авиационной отрасли.

## История знака и почётного звания
В СССР награждение нагрудным знаком «Почётный авиастроитель» производилось совместным решением Министерства авиационной промышленности СССР и президиума ЦК профсоюза рабочих авиационной промышленности по представлению администрации совместно с партийными и профсоюзными органами объединений, предприятий, организаций.

В период 1990-х годов в Российской Федерации вручались переходные знаки с заменённой на российскую символикой на нижней ленте. В 2002 году приказом генерального директора Российского авиационно-космического агентства был утверждён дизайн знака без нижней ленты и помещавшейся на ней символики.
В 2008 году приказом Министерства промышленности и торговли Российской Федерации принято Положение о почётном звании «Почётный авиастроитель». 
Согласно этому Положению:

 Почётное звание "Почётный авиастроитель" присваивается государственным гражданским служащим аппарата Министерства промышленности и торговли Российской Федерации, Федерального агентства по техническому регулированию и метрологии, их территориальных органов, работникам подведомственных организаций и предприятий, проработавшим в отрасли не менее 15 лет, за многолетний плодотворный труд, большой вклад в развитие авиастроения, создание конкурентоспособной, высокотехнологичной продукции и внедрение новой техники и новейших энергоэффективных, энергосберегающих и экологически чистых технологий с использованием передовых научных разработок в области нанотехнологии, успешную и эффективную научную, рационализаторскую и изобретательскую деятельность, разработку и осуществление мероприятий, направленных на повышение эффективности организации производства и качества выпускаемой продукции, за значительный вклад в подготовку кадров для организаций авиационной промышленности, за развитие международного сотрудничества в области авиации.

2. Почётное звание "Почётный авиастроитель" может быть присвоено и работникам других отраслей народного хозяйства и общественных организаций, а также иностранным гражданам, внесшим существенный вклад в развитие авиационной промышленности России.

3. Работникам, удостоенным почётного звания "Почётный авиастроитель", вручается нагрудный знак установленного образца, выдается удостоверение на право его ношения, в трудовую книжку вносится соответствующая запись с указанием даты и номера приказа о присвоении почётного звания.

Организациям рекомендуется, при наличии собственных денежных средств, вручать ценный подарок (денежную премию), устанавливать надбавку к пенсии, применять другие виды материального поощрения лиц, удостоенных почётного звания "Почётный авиастроитель".

4. Вручение удостоверения и нагрудного знака "Почётный авиастроитель" производится в торжественной обстановке на общем собрании организации.

5. Нагрудный знак "Почётный авиастроитель" носится на правой стороне груди.

6. Повторное присвоение почётного звания "Почётный авиастроитель" не допускается.

7. Нагрудный знак "Почётный авиастроитель" при утере повторно не выдается.
До 2016 года почётное звание «Почётный авиастроитель» давало право на получение звания «Ветеран труда». Однако с принятием приказом Минпромторга России новой ведомственной награды — медали «Трудовая доблесть» — только она стала основанием для получения авиастроителями статуса ветерана труда.
В конце 2017 года была несколько изменена форма удостоверения к награде (оформление унифицировано с удостоверениями к государственным наградам России), введена нумерация в удостоверении и на аверсе знака, появились варианты знака с заколкой вместо винта для крепления к одежде.

## Описание знака
Знак выполнен из латуни в форме слегка выпуклого вертикально вытянутого эллипса. По краям эллипса венок из дубовых и лавровых ветвей, перевитых лентой. В центральной части на золотистых расходящихся лучах накладной, слегка выпуклый, серебристый медальон с изображением земного шара с сеткой параллелей и меридианов и силуэта магистрального пассажирского самолета в плане сверху. Медальон покрыт голубой эмалью. В верхней части, на ленте, надпись в две строки: «ПОЧЕТНЫЙ АВИАСТРОИТЕЛЬ»..
Знак имеет несколько вариантов исполнения. На знаке СССР помещался силуэт самолета Ил-62 и надпись «СССР» на медальоне сверху, а в нижней части было изображение золотистых серпа и молота на красной ленте. На знаках Российской Федерации помещались изображения самолетов Ил-86 и Ил-96 (у последнего видны характерные законцовки крыла - винглеты). На ранних знаках Российской Федерации был сохранен силуэт самолёта Ил-62, но была убрана надпись «СССР», а нижняя лента была без символа «серп и молот» и имела цвета российского флага. Начиная с 2002 г. эта лента на знаке не изображалась. Для окраски разных частей знаков использовались голубые и красные эмали (верхние ленты существуют как красные, унаследованные от советского знака, так и голубые). Знаки СССР выполнялись с использованием горячих эмалей, в знаках Российской Федерации применяются холодные эмали. Крепление знака - винтовая закрутка или пружинная заколка с замком, есть вариант с цанговой заколкой.
Существует фрачная миниатюра нагрудного знака «Почётный авиастроитель Российской Федерации» с цанговой заколкой для ношения на лацкане пиджака, но сведений относительно её официального статуса нет.

Разновидности знака к почётному званию «Почётный авиастроитель»
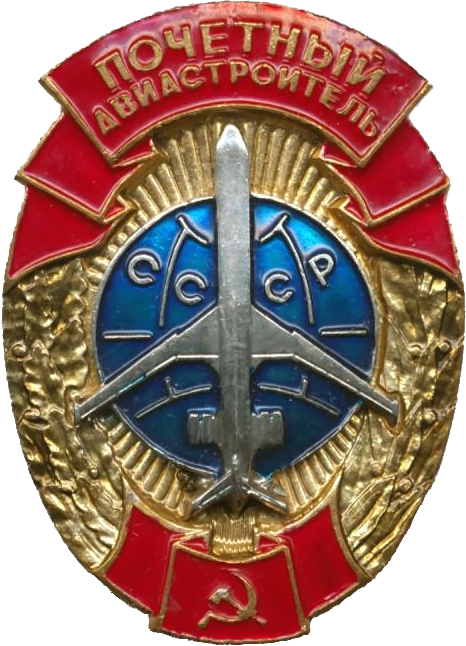
Нагрудный знак "Почётный авиастроитель СССР"
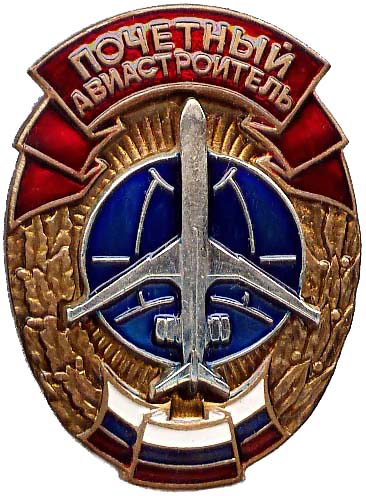
Нагрудный знак «Почётный авиастроитель Российской Федерации» (вариант 1990-х годов с красной лентой вверху, лентой цветов российского флага внизу, силуэтом самолёта Ил-62 и винтовой закруткой)
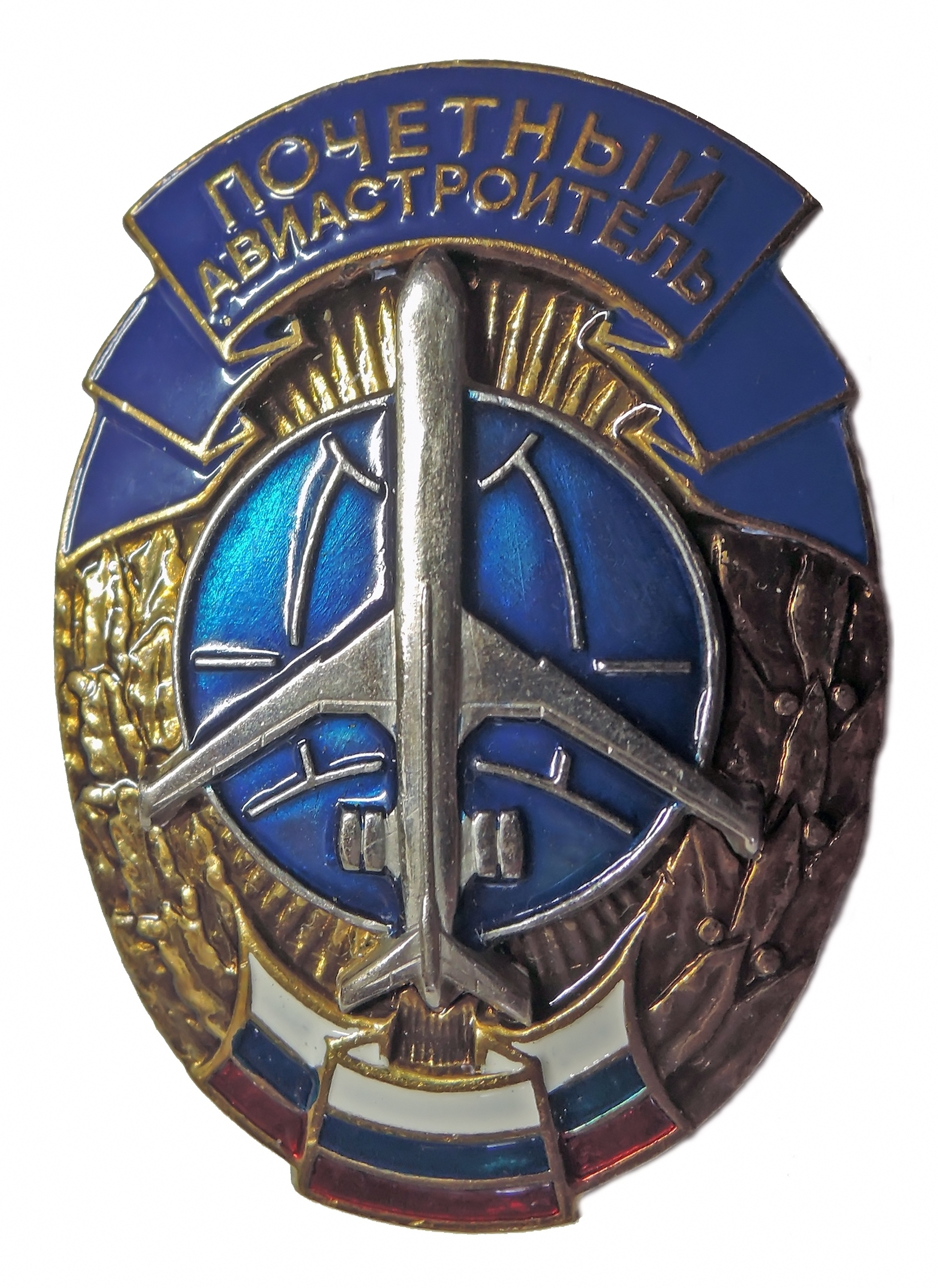
Нагрудный знак «Почётный авиастроитель Российской Федерации» (вариант 1990-х годов с синей лентой вверху, лентой цветов российского флага внизу, силуэтом самолёта Ил-62 и винтовой закруткой)
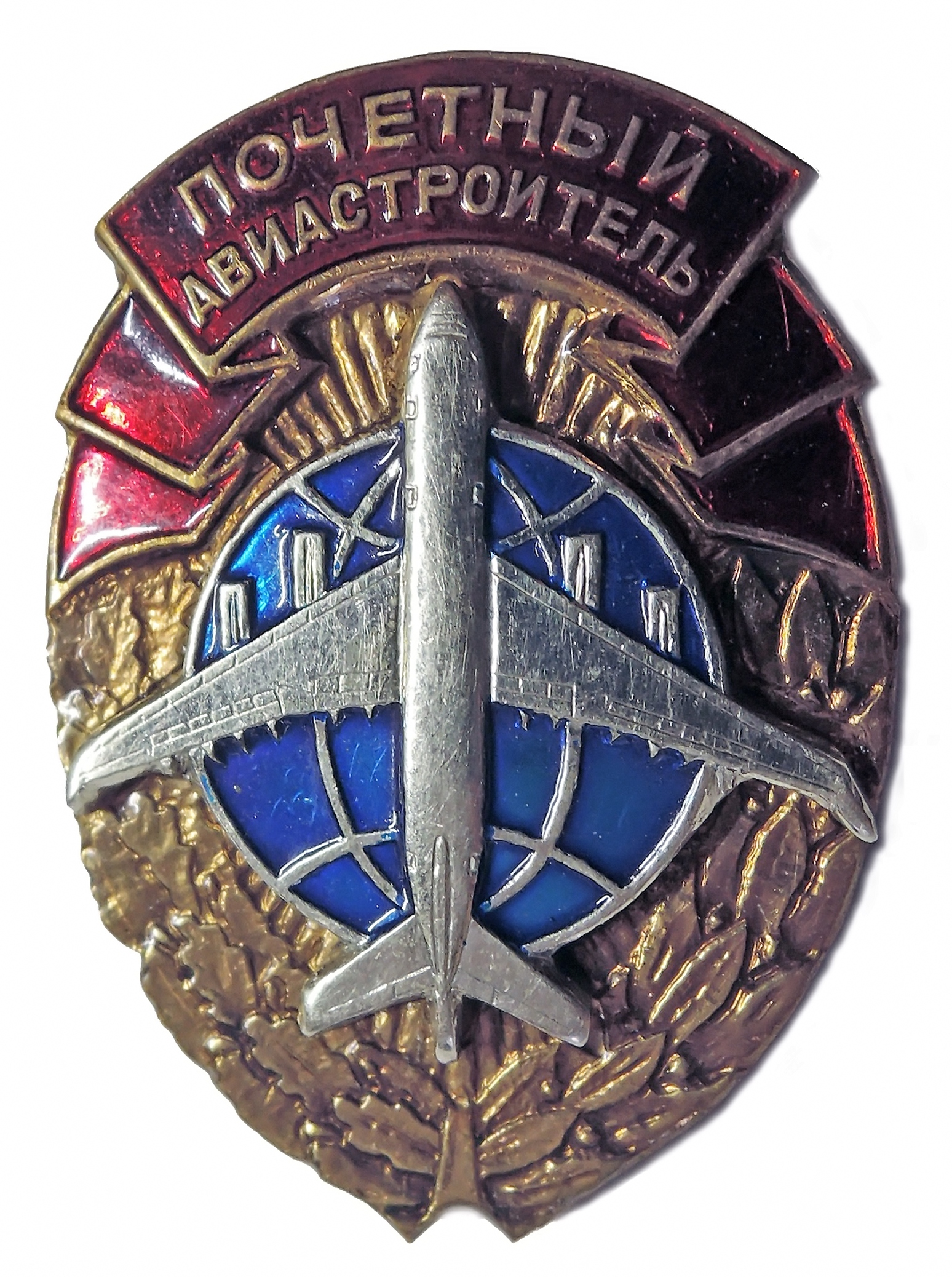
Нагрудный знак «Почётный авиастроитель Российской Федерации» (вариант начала 2000-х годов с красной лентой, силуэтом самолёта Ил-96 и винтовой закруткой)
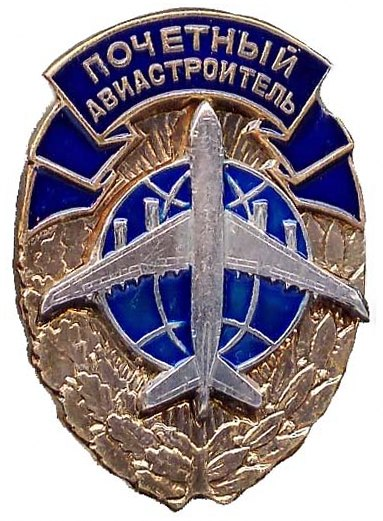
Нагрудный знак "Почётный авиастроитель Российской Федерации" (вариант 2002 г. с синей лентой, силуэтом самолёта Ил-96 и винтовой закруткой)
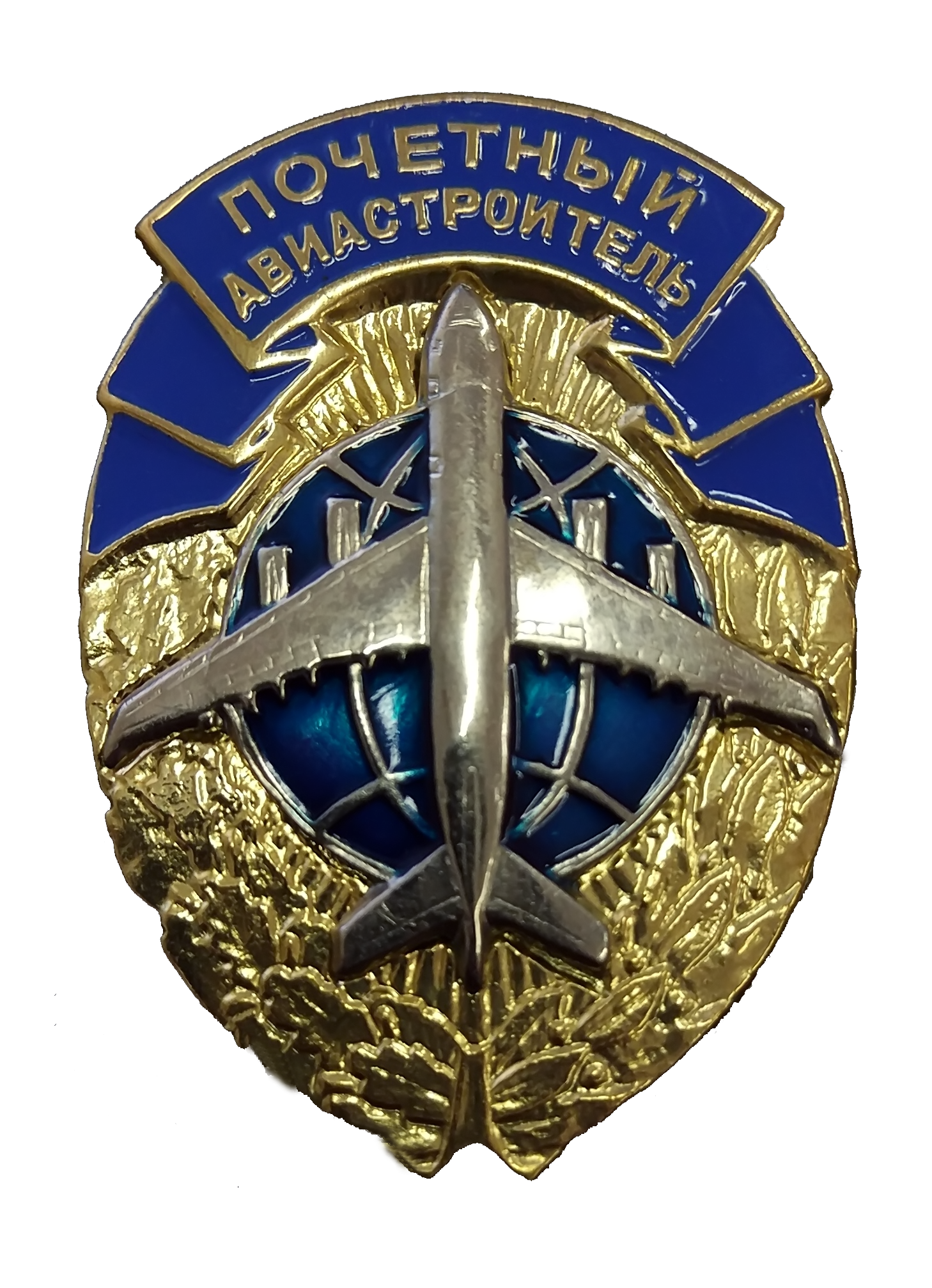
Нагрудный знак "Почётный авиастроитель Российской Федерации" (вариант 2018 г. с синей лентой, силуэтом самолёта Ил-96, пружинной заколкой и лазерной гравировкой номера знака)
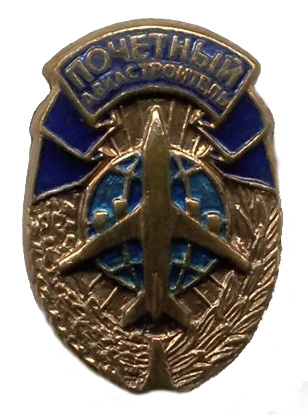
Фрачная миниатюра нагрудного знака "Почётный авиастроитель Российской Федерации"